# Jacek Milewski (ur. 1968)
Jacek Andrzej Milewski (ur. 20 czerwca 1968 w Gdyni) – polski samorządowiec i działacz sportowy, w przeszłości radny Rady Miasta Gdyni.

## Życiorys
Ukończył studia w Akademii Wychowania Fizycznego w Gdańsku, gdzie kontynuował naukę na studiach doktoranckich.
Współtworzył Gdyński Ośrodek Sportu i Rekreacji. Pracował jako dyrektor Regionalny w spółce teleinformatycznej, pełniąc przez trzy lata funkcję z-cy Dyrektora tej placówki. Zaraz po studiach pracował w Związku Młodzieży Chrześcijańskiej YMCA, gdzie w wyniku uznania awansował po raz pierwszy na stanowisko Dyrektora. W trakcie pracy w YMCA zdobył w 1997 roku nagrodę Wojewody Gdańskiego „Bursztynowego Mieczyka” dla najszybciej rozwijającej się organizacji. W 1998 został radnym miasta Gdyni. Drugą kadencję, od 2002, był radnym wybranym z okręgu Śródmieście, Kamienna Góra, Wzg. Św. Maksymiliana, Redłowo, Orłowo. Pełnił funkcję przewodniczącego komisji rewizyjnej. Pracował także w komisji budżetowej oraz w komisjach strategii i polityki gospodarczej, a także sportu i rekreacji. Współtworzył „Program współpracy władz miasta Gdyni z organizacjami pozarządowymi”. Od początku pracował w komisji konsultacyjnej opiniując dla zarządu miasta wnioski gdyńskich stowarzyszeń. W ramach działalności społecznej zasiadał w Radzie Krajowej Stowarzyszenia „Wspólnota Polska”, które pomaga Polakom na wschodzie. Wybrany został do pierwszej Rady Nadzorczej spółki Ekstraklasa SA. W wyborach samorządowych w 2006 został wybrany na trzecią kadencję do Rady Miasta z okręgu wyborczego numer 4, zdobywając 1464 głosy.
Na wniosek Prokuratury Okręgowej we Wrocławiu został zatrzymany 22 listopada 2006 roku przez policję w związku z aferą korupcyjną w polskiej piłce nożnej. 24 listopada Rada Nadzorcza SSA Arka Gdynia do czasu wyjaśnienia sprawy zatrzymania zawiesiła Milewskiego w pełnieniu obowiązków prezesa i członka zarządu, a 30 listopada Wydział Dyscypliny PZPN zawiesił go w prawach działacza Związku. Do końca stycznia 2007 prokuratura postawiła mu zarzuty „ustawienia” 27 meczów. 15 marca 2007 opuścił areszt po wpłaceniu kaucji. 27 marca tego samego roku Milewski zrezygnował z pełnienia funkcji w zarządzie klubu.
Z powodu zatrzymania przez policję nie złożył ślubowania i nie objął mandatu radnego. Po zwolnieniu z aresztu, 27 marca 2007 ogłosił, że „kierując się troską o dobre imię gdyńskiego samorządu, do czasu wyjaśnienia wszystkich zarzutów stawianych mi przez Prokuraturę Okręgową we Wrocławiu, nie zamierzam obejmować mandatu radnego Miasta Gdyni”, co oznaczało zrzeczenie się go.
3 kwietnia 2009 roku został skazany na karę 4 lat pozbawienia wolności w związku z aferą korupcyjną. 20 maja 2010 sąd apelacyjny obniżył wymiar kary do 3 lat.
Na początku listopada 2013 roku opuścił zakład karny.